# Ноте, Жан
Жан-Бати́ст Ноте́ (6 мая 1858[…], Турне, Эно — 1 апреля 1922, Брюссель) — бельгийский оперный баритон. Окончил Гентскую консерваторию в 1884 году с первой премией в пении и лирической декламации. Профессиональный оперный дебют состоялся в 1885 году в Опере Лилля в роли Лорда Генриха Аштона в опере Гаэтано Доницетти «Лючия ди Ламмермур». С 1887—1889 годов служил в Королевском театре в Антверпене, затем вошёл в состав Лионской национальной оперы, где имел большой успех в операх Рихарда Вагнера, особенно в ролях Фридриха фон Тельрамунда в «Лоэнгрине» и Вольфрама фон Эшенбаха в «Тангейзере». Также на этой сцене было с восторгом встречено исполнение партии Роланда в опере Жюля Массне «Эсклармонда». Певец покинул Лион в 1893 году, чтобы войти в состав ведущих артистов Парижской оперы. Дебютировал в Париже в заглавной роли в опере Джузеппе Верди «Риголетто». Ноте продолжал выступать в составе этого театра вплоть до своей смерти.
Ноте пел в премьерах кантаты Массне «Земля обетованная» в 1900 году и оперы «Рим» того же автора, а также в опере «Мессидор» Альфреда Брюно.
Певец участвовал в создании множества ранних грамзаписей. Среди них — смерть Валентина из «Фауста», ария тореадора из «Кармен», ария из «Иродиады», застольная песня из оперы «Гамлет», Марсельеза, партии из опер «Африканка», «Травиата», «Вильгельм Телль» и из оперетты «Мушкетеры в Конвенте».